# Katedrála svatého Jimrama (Nitra)
Bazilika svatého Jimrama (slovensky Bazilika svätého Emeráma) je katedrála nejstaršího biskupství ve střední a východní Evropě, v Nitře, původně postavená v románském slohu. Celá katedrála se nachází v areálu Nitranského hradu, podobně jako třeba katedrála sv. Víta na Pražském hradě. Horní kostel se datuje do let 1333–1355. Románský kostelík pochází z doby kolem roku 1100 a nalézá se v něm stříbrný relikviář z roku 1674. Jiný relikviář v areálu hradu obsahuje ostatky sv. Cyrila. Spodní kostel byl postaven v letech 1621–1642. Později byla celá katedrála přestavěna v barokním stylu.
V 11. století byl kostel uváděn jako bazilika a tento titul obnovil 21. října 1998 papež Jan Pavel II., který Nitranský kostel navštívil v roce 1995. Některé zdroje však katedrálu svatého Jimrama neuvádějí mezi chrámy s titulem basilica minor.

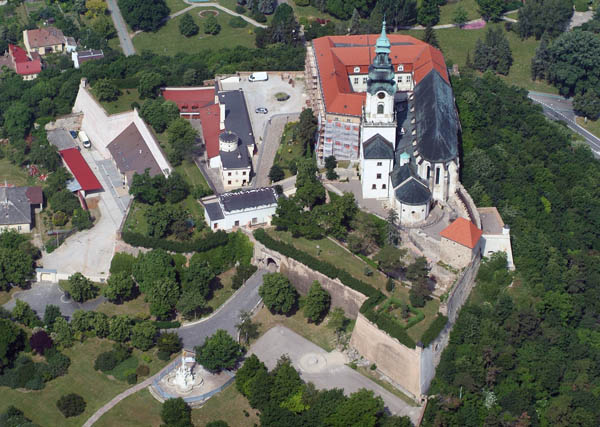
Nitranský hrad s katedrálou

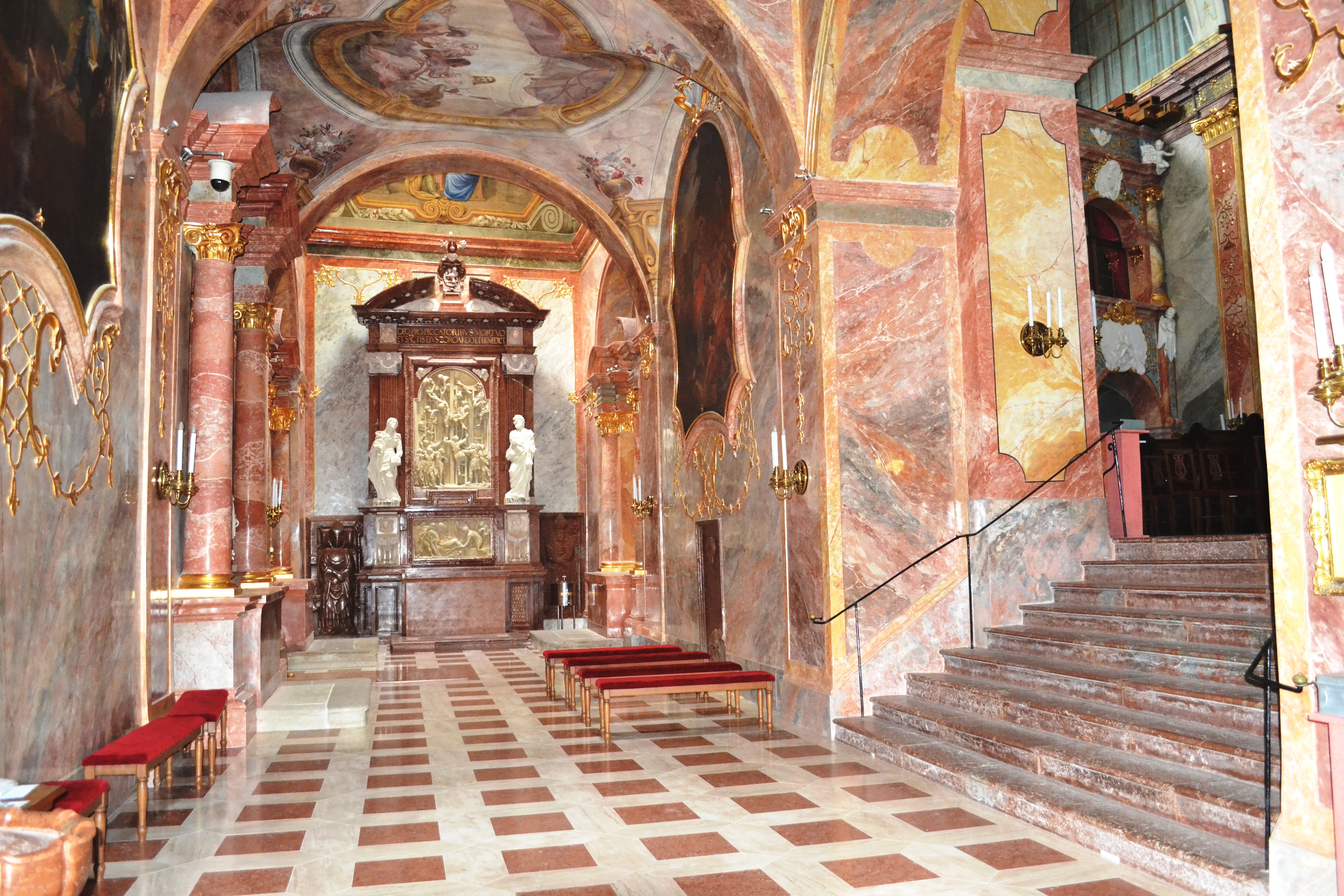
Katedrála, interiér dolního kostela

## Historie
Románský kostel sv. Jimrama, jehož vznik se datuje do 11. až 12. století, je nejstarší dochovanou částí katedrály. Je zasvěcen biskupu a mučedníkovi Jimramovi, misionáři a patronovi Bavorska ze 7. století. Po požáru v druhé polovině 13. století ho přestavěli a po zničení vojskem Matúše Čáka Trenčanského v roce 1317 připojili k novostavbě gotického kostela. Gotickou přestavbu sakrálního komplexu začal biskup Meško v roce 1333 a práce byly dokončeny v roce 1355. Přestavbou se výrazně změnila dosavadní podoba kostela sv. Jimrama. Pozdně románská krypta zanikla a zasypali ji. Za vlády Matyáše Korvína byla románská část hradního kostela opět vypálena.
Diecéze nitranská, jejímž je katedrála sídlem, je nejstarší biskupství ve střední a východní Evropě. Byla založena v roce 880, po pádu Velkomoravské říše zanikla a byla obnovena v rámci Nitranského knížectví a Uherského království v roce 1110. Má rozlohu 5321 km² a jejím současným sídelním biskupem je Viliam Judák. Spolu s metropolitní arcidiecézí bratislavskou, arcidiecézí trnavskou a diecézemi banskobystrickou a žilinskou tvoří Západní slovenskou (resp. Západoslovenskou církevní provincii.
Prvním nitranským biskupem jmenoval roku 880 papež Jan VIII. na přání krále Svatopluka I., Wichinga. Jelikož se však Wiching odmítal podřídit staroslověnskému arcibiskupu Metodějovi, ten jej (krátce před svou smrtí) sesadil a uvrhl do klatby. Roku 885 mu byl papežem Štěpánem V. úřad vrácen a setrval v něm do roku 891 nebo 892, kdy musel kvůli své zradě (podporoval Arnulfa Korutanského proti Svatoplukovi) Velkomoravskou říši opustit.

## Architektura
Na nejvyšším místě skalní vyvýšeniny vybudovali jednolodní gotický chrám. Úzké prostranství předurčilo jeho rozměry mezi strmým svahem hradního kopce a románským kostelem. V době, kdy hrad přestal mít strategický význam, byl celý chrámový prostor v duchu barokního slohu od základů přestavěn podle projektu italského architekta Domenica Martinelliho. Při přestavbě došlo k uzavření barokního celku, čímž se dosáhlo uzavření románské části příčné stěny a zúžení lodě dolního kostela.

## Interiér
Současný interiér kostela sv. Jimrama je výsledkem velké rekonstrukce. Vysoký dřevěný kříž s ukřižovaným Ježíšem Kristem na moderním oltáři ze zlatého onyxu je dílem J. Pospíšila. Z Říma se prostřednictvím biskupa Karla Kmeťka dostala vzácná relikvie sv. Cyrila. Návštěvníky mohou zaujmout barevné vitráže oken s postavami sv. Ondřeje a sv. Benedikta od Ľudovíta Fully. Interiér dolního kostela neoplývá takovou vznešeností ani takovým umělecky vyzdobeným interiérem jako horní kostel. Prostor obohacuje nejcennější umělecká památka celé katedrály z hlediska sochařské výzdoby, jedinečný architektonicko-sochařský oltář. Reliéf Snímání z kříže tvoří jeho ústřední část a pod hlavní plastikou se nachází mramorový reliéf Kladení do hrobu. Mezi další památky v dolním kostele patří tři náhrobky nitranských biskupů a tři boční pozdně barokní oltáře z 18. století.

## Zvony
V roce 2000 byl nainstalován zvon sv. Andrej Svorad a Benedikt.
Do věže katedrálního chrámu baziliky sv. Jimrama v Nitře byl 8. července 2013 nainstalován nový zvon tónu c1, s dolním průměrem 1555 mm o hmotnosti 2450 kg. Zvon byl odlit ve zvonařské dílně rodiny Dytrychovy, který uzavřel zvonovou sestavu se třemi původními zvony z roku 1949 a roku 1959. „Zvon je darem nitranské katedrální kapituly k příležitosti oslav 1150. výročí příchodu sv. Cyrila a Metoděje na Velkou Moravu v roce 863 a nese jména světců – sv. Maura, sv. Emeráma a sv. Bystríka.” Reliéfní výzdobu zvonů vytvořil akademický sochař Daniel Ignác Trubač.

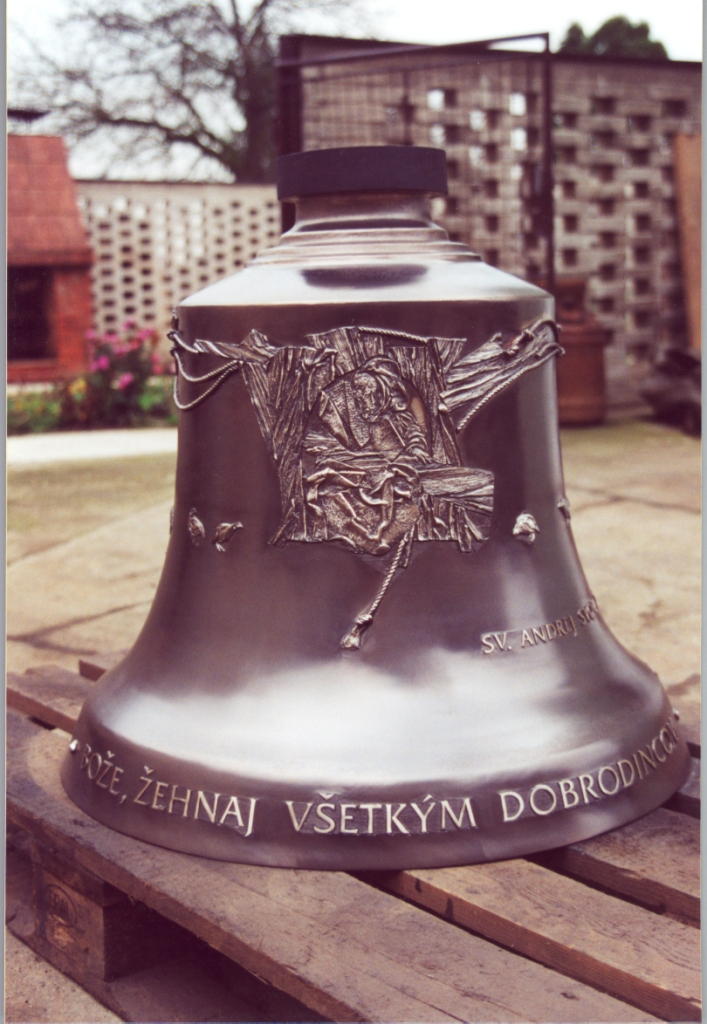
Zvon sv. Andreje Svorada a sv. Benedikta
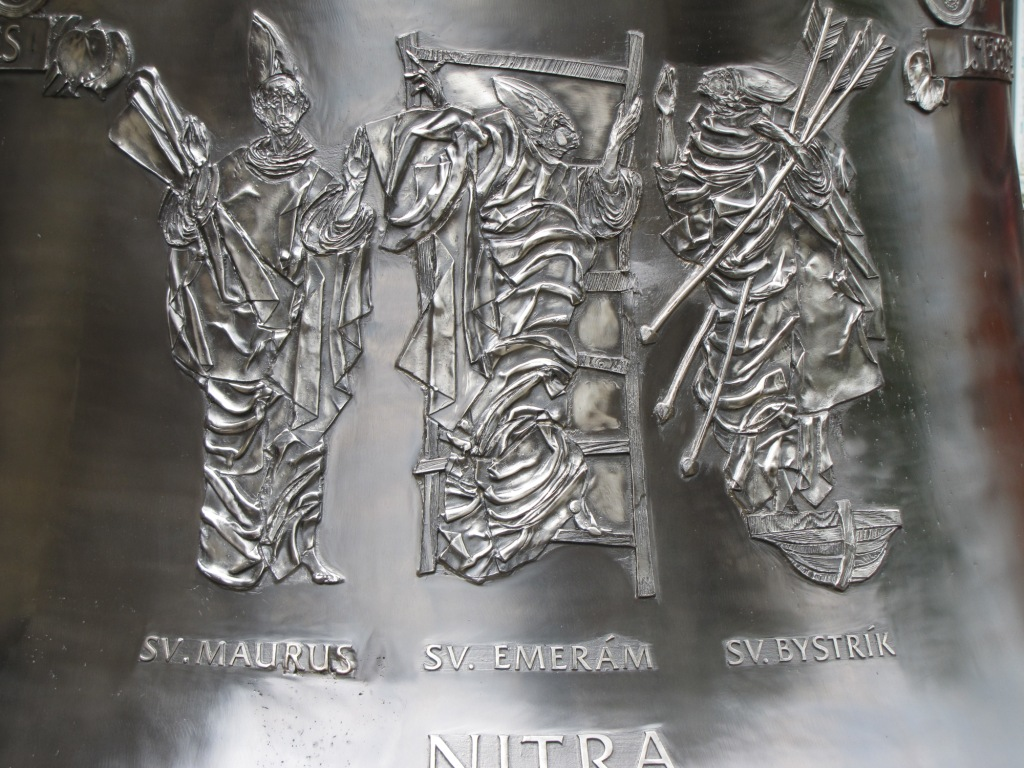
Detail reliéfu na zvonu sv. Jimrama, sv. Maura a sv. Bystríka
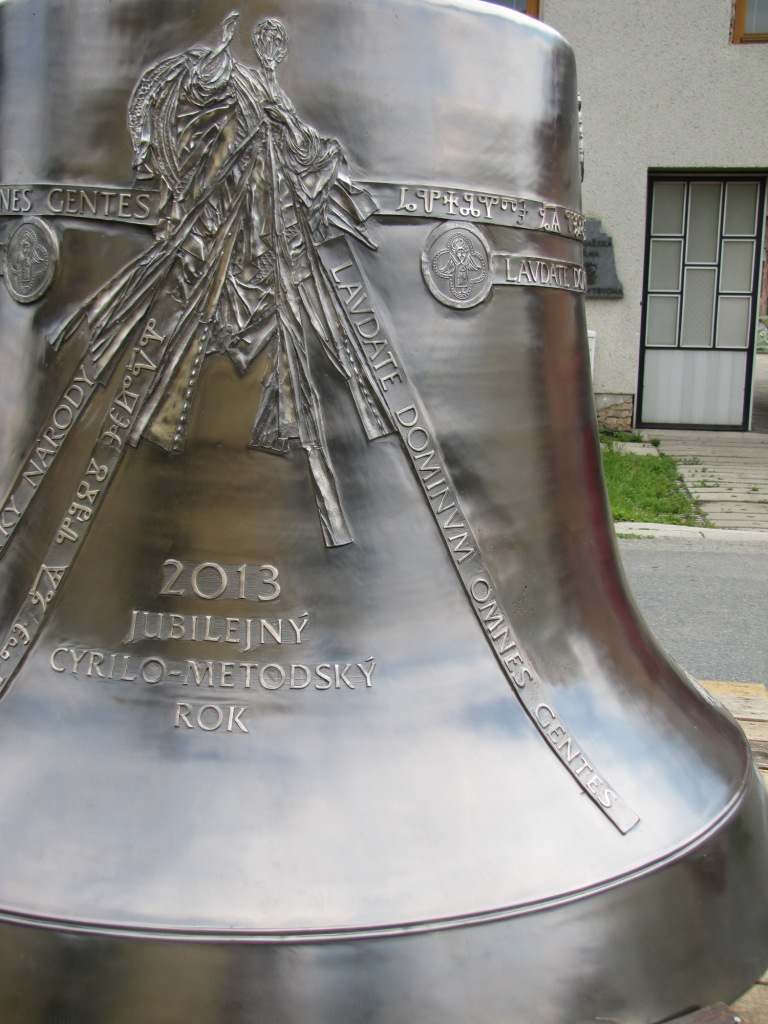
Zvon sv. Jimrama, sv. Maura a sv. Bystríka